# Kondakov-Acylierung
Die Kondakov-Acylierung, auch  Kondakoff-Acylierung, ist eine Namensreaktion in der organischen Chemie und wurde erstmals im Jahre 1892 von I. L. Kondakow veröffentlicht. A. G. Darzens veröffentlichte 1910 Erweiterungen der Reaktion, wodurch die Reaktion auch als Darzens-Olefin-Acylierung bekannt ist. Die Reaktion beschreibt die Synthese von β-Halogenketonen aus Alkenen und Carbonsäurehalogeniden.

## Übersichtsreaktion
Ein Alken, z. B. 2,3-Dimethyl-2-buten, reagiert mit einem Carbonsäurehalogenid (X meist Cl), unter Einfluss einer Lewis-Säure, zu einem β-Halogenketon:

## Reaktionsmechanismus
Der Reaktionsmechanismus ist in der Literatur beschrieben. Der Mechanismus wird hier mit einem Carbonsäurechlorid und Aluminiumchlorid als Lewis-Säure illustriert.
Unter Zugabe von Aluminiumchlorid als Lewis-Säure reagiert das Carbonsäurechlorid 1 zu einem Acyl-Ion. Das Aluminiumchlorid wird hierbei zu Tetrachloroaluminat umgesetzt:
Das reaktive Acyl-Ion reagiert mit einem Alken – im Beispiel 2,3-Dimethyl-2-buten (2) – zur Zwischenstufe 3. Unter Rückbildung des Tetrachloroaluminat zu Aluminiumchlorid reagiert Zwischenstufe 3 zum β-Chlorketon 4: